# Vergangenheitsbewältigung

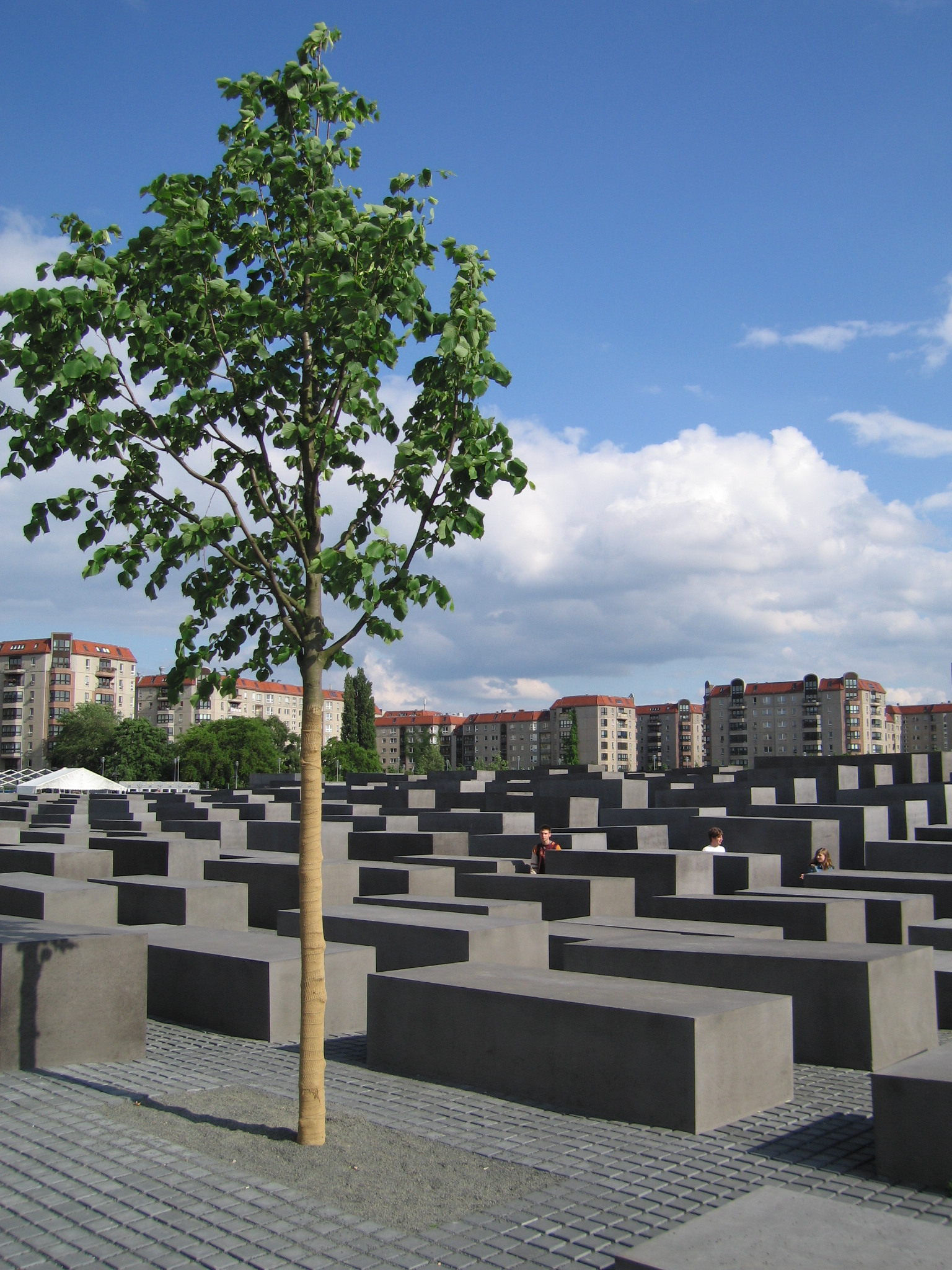
Il memoriale dell'Olocausto a Berlino

La Vergangenheitsbewältigung (AFI: [fɛɐ̯ˈɡaŋənhaɪtsbəˌvɛltɪɡʊŋ]), dal tedesco Vergangenheit ("passato") e Bewältigung ("superamento"), traducibile perciò come "superamento del passato", è un concetto diffuso in Germania ed Austria per descrivere la riflessione critica sul periodo nazista ed in particolar modo sull'Olocausto, con l'intento di trarne una lezione ma allo stesso tempo di acquisire una visione più serena del proprio passato. Il termine, che indica anche il superamento del "complesso di colpa storico" della nazione tedesca, non sottende tuttavia affatto una rimozione negazionista del passato, ma ne presuppone al contrario la sua consapevole accettazione.

## Storia
Un primo passo della Vergangenheitsbewältigung fu il riconoscimento delle ingiustizie perpetrate sotto il nazismo e la punizione dei principali colpevoli, associato alla riabilitazione delle vittime della "stortura del diritto" (Rechtsbeugung) operata dal nazionalsocialismo. Varie fasi del superamento del passato furono avviate dalle forze alleate, sia con i processi di Norimberga sia con le leggi di denazificazione, con l'intento di sopprimere i valori distorti ancora parzialmente radicati nella popolazione e di impedire una ripetizione di una fase così tragica della storia europea. La Vergangenheitsbewältigung consistette anche e soprattutto nella ricerca e comprensione delle cause di questi crimini, il che fu possibile grazie alle testimonianze dei sopravvissuti e alle narrazioni dei rei confessi.
La Repubblica Federale Tedesca si distinse particolarmente per una politica di riparazione (Wiedergutmachung), che vide la restituzione, per quanto possibile, dei beni illegalmente confiscati e il riconoscimento di un'indennità per i periodi di detenzione e di lavoro forzato sofferti dalle vittime dell'Olocausto. Tuttavia, negli anni successivi alla fine della seconda guerra mondiale il passato nazista fu per lo più rimosso dalla popolazione e tornò a scuotere le coscienze solamente a partire dagli anni Sessanta, anche grazie alle mostre tematiche Ungesühnte Nazijustiz ("Giustizia nazista impunita", 1959-62) e Die Vergangenheit mahnt ("Il passato ammonisce", 1960-62), alla cattura e condanna di Adolf Eichmann e ai "processi di Francoforte" contro alcuni carnefici di Auschwitz. In particolare il caso di Eichmann fece molto discutere a seguito della pubblicazione de La banalità del male nel 1963 di Hannah Arendt, che affronta la tematica del male commesso da persone ordinarie ("banali").
Nell'ambito della guerra fredda e fino al dibattito parlamentare sulla prescrittibilità dei crimini nazisti (1965) l'opportunità di perseguire penalmente gli ex criminali nazisti rimase tuttavia dibattuta, al punto che nello stesso anno un sondaggio evidenziò che la metà dei tedeschi era favorevole ad una cessazione immediata di questi processi. Un particolare episodio di Vergangenheitsbewältigung fu il celebre gesto di Willy Brandt, che nel 1970 si inchinò inaspettatamente di fronte al monumento alle vittime dell'insurrezione del ghetto di Varsavia nel corso di una sua visita ufficiale nella capitale polacca (Warschauer Kniefall). Brandt fu insignito l'anno successivo del Premio Nobel per la pace, ma in Germania il suo gesto fu ritenuto eccessivo dal 48% della popolazione.
Grazie al rinnovo generazionale degli anni Ottanta e Novanta la disponibilità da parte dell'opinione pubblica tedesca al confronto con lo scomodo passato è aumentata notevolmente, ma allo stesso tempo sta crescendo il numero di coloro che ritengono ormai esaurito il compito della Vergangenheitsbewältigung (41% dei tedeschi in un sondaggio del 2005). Tali dibattiti sulla chiusura delle indagini sul passato nazista, così come alcune istanze più o meno velatamente negazionistiche, si contrappongono quindi nettamente alla continuazione del "superamento del passato". Ciononostante in Germania e in Austria si è sviluppata un'ampia cultura della memoria, sia per intervento pubblico (musei tematici, monumenti commemorativi), sia per iniziativa di privati. In ambito letterario, Günter Grass è considerato il maggior esponente di questa corrente.